# Xaver Hörmann
Xaver Hörmann (Bubenhausen, 21 de febrero de 1910 – Donetsk, URSS, 23 de febrero de 1943) fue un deportista alemán que compitió en piragüismo en la modalidad de aguas tranquilas. Participó en los Juegos Olímpicos de Berlín 1936, obteniendo una medalla de bronce en la prueba de K1 plegable 10 000 m.

## Palmarés internacional
| Juegos Olímpicos | Juegos Olímpicos   | Juegos Olímpicos  | Juegos Olímpicos     |
| Año              | Lugar              | Medalla           | Competición          |
| ---------------- | ------------------ | ----------------- | -------------------- |
| 1936             | Berlín ( Alemania) | Medalla de bronce | K1 plegable 10 000 m |